# Eric Johansson
Eric Johansson (Osijek, 16. lipnja 1989.), pravog imena Leontin Čapo Milenić, hrvatski je književnik, urednik, lektor, prevoditelj, glazbenik te diplomirani magistar kroatistike i povijesti. Član je Društva hrvatskih književnika; Društva za promicanje kulture KVAKA i Društva ljubitelja književnosti Littera.
Piše pjesme, priče i romane raznovrsnih književnih žanrova koje objavljuje u Hrvatskoj, Srbiji, Bosni i Hercegovini i Sjevernoj Makedoniji.
Glavni je tekstopisac i jedan od vokalista američkog heavy metal benda Lyran Lions te autor prve eurovizijske navijačke himne Go Marko! Tribute to Baby Lasagna napravljene u znak podrške hrvatskom glazbeniku i eurovizijskom predstavniku Baby Lasagni.

## Životopis

### Podrijetlo i rano stvaralaštvo
Eric Johansson rodio se 16. lipnja 1989. godine u Osijeku. Pisanjem se bavi od šeste godine. Početkom osnovne škole počeo je pisati haiku pjesme, a u srednjoj školi priče u žanru horora, ZF-a i fantastike.
Godine 1997. nagrađen je prvom nagradom na Festivalu poezije Ivica Kičmanović u Zaprešiću.
Diplomirao je na Filozofskom fakultetu Sveučilišta u Osijeku 2012. godine.

### Književni rad
Godine 2011. Johansson je objavio svoju prvu knjigu, satirično-avanturistički roman Kordina šaka, u izdanju Edicija Božičević iz Zagreba. Godine 2017. u izdanju Media Art Contenta u Novom Sadu objavljeno je elektronsko izdanje Kordine šake.
Godine 2019. Johansson je objavio satirični horor/triler roman Izlet smrti, u izdanju Udruge Krug Knjiga iz Zagreba. Iste je godine uz još nekoliko pisaca pokrenuo međunarodni književni projekt Besan, zbirku horor priča skupine autora iz zemalja bivše Jugoslavije.
Godine 2020. objavio je treći humoristični roman fantastike Kraljevstvo nade u izdanju Hangara 7, Zagreb. Iste godine, Kraljevstvo nade prevedeno je na engleski jezik pod naslovom Kingdom of Hope te je objavljeno na Amazonu, a američki heavy metal bend Preludium Fury iz Washingtona, za koji Johansson radi kao tekstopisac i jedan od vokalista, objavio je nekoliko glazbenih albuma na engleskom jeziku inspiriranih tim romanom.
Godine 2021. Johansson je pod svojim pravim imenom objavio svoju prvu zbirku horora, fantastike i ZF-a Djeca crnih očiju, u izdanju Planjax Komerca, Tešanj.
Godine 2022. filmski redatelj Dušan Popović s Akademije umetnosti u Beogradu snimio je kratkometražni psihološki horor triler Moje carstvo ispod, inspiriran Johanssonovom istoimenom pričom iz zbirke Djeca crnih očiju. Iste godine Johansson je objavio satirični roman fantastike Kordine kronike: Magija alkohola, u izdanju Zagrebačke naklade, Zagreb.
Krajem iste godine, u izdanju Planjax Komerca u Tešnju, Johansson je objavio ZF roman za mlade, Posljednji princ Lire.
Godine 2024. Johansson je na engleskom jeziku napisao te s američkim bendom Lyran Lions objavio pjesmu Go Marko! Tribute to Baby Lasagna, prvu službenu navijačku himnu Pjesme Eurovizije.

## Djela

### Proza
- Kordina šaka (avanturistički satirični roman, Edicije Božičević, Zagreb, 2011., digitalno izdanje – Media Art Content, Novi Sad)

- Izlet smrti (satirični horor roman, Udruga Krug knjiga, Zagreb, 2019.)

- Kraljevstvo nade (humoristični fantasy roman, Hangar 7, Zagreb, 2020.; izdanje na engleskom – Amazon, 2020.)

- Djeca crnih očiju (zbirka SF i horor priča, Planjax Komerc, Tešanj 2021)

- Kordine kronike: Magija alkohola (humoristični fantasy/ SF roman, Zagrebačka naklada, Zagreb, 2022.)

- Posljednji princ Lire (humoristični SF roman, Planjax Komerc, Tešanj 2022.[37]

### Književni prijevodi
- Slon, prijevod s engleskog romana autora Chen Cuna, Književni klub Brčko distrikt, Brčko 2015.

- Put na Zapad s kamenim majmunom, prijevod s engleskog knjige autora Wu Chengena i Yun-Chong Pana, Književni klub Brčko distrikt, Brčko 2016.

- Romansa Tri kraljevstva, prijevod s engleskog knjige autora Luo Guanzhonga i Wang Guozhena, Književni klub Brčko distrikt, Brčko 2018.

- Armenske elegije, prijevod s engleskog zbirke pjesama autora Hranta Aleksanjana, Književni klub Pablo Neruda, Brčko 2020.

- Stvorenja iz ponora, prijevod s engleskog SF romana autora Murrayja Leinstera, Zagrebačka naklada, Zagreb 2022.

- Zvjezdotvorac, prijevod s engleskog filozofskog SF romana autora Olafa Stapledona, Književni klub Pablo Neruda, Brčko 2023.

- Uspon i pad kineskih dinastija: pet tisuća godina povijesti ispričano u stotinu pripovijedaka, prijevod s engleskog povijesne antologije, Udruga Krug knjiga, Zagreb 2023.[38]

## Diskografija
| - 2020. – The Kingdom of Hope - 2021. – War of the Dragons - 2021. – Return to Windir - 2021. – Triumph over Anguish - 2021. – Victory of the Champion - 2022. – Battle of the Defender - 2023. – Time Cross - 2023. – The Last Stand | - 2023. – Cosmic Magic - 2023. – Rise of the Lyran Empire - 2023. – Keepers of the Ancestral Flame - 2024. – Max Power - 2024. – Chronicles of the Traveler - 2024. – Star Rider |

## Vanjske poveznice
- [neaktivna poveznica]

- [neaktivna poveznica]

- [neaktivna poveznica]